# Littérature palestinienne
La littérature palestinienne fait référence aux romans arabes, aux nouvelles et aux poèmes produits par les Palestiniens.
La littérature palestinienne contemporaine se caractérise souvent par son sens croissant de la dérision et l'exploration de questions d'identité. Les thématiques de résistance à l'occupation, d'exil, de perte, d'amour et de nostalgie de la patrie sont également courantes.
En 2000-2020, la population de la diaspora palestinienne est estimée à 3 000 000 (Cisjordanie), 2 000 000 (Bande de Gaza), 2 000 000 en Israël (Arabes israéliens), avec une diaspora d'environ 5 000 000 personnes déplacées.

## Vue d'ensemble
La littérature palestinienne est l'une des nombreuses littératures arabes, mais son affiliation est nationale, plutôt que territoriale. Alors que la littérature égyptienne est écrite en Égypte, la littérature jordanienne en Jordanie, etc., même en 1948 avec la guerre entre les Arabes et Israël, la littérature palestinienne, également liée à la région, depuis le déplacement des Palestiniens en 1948 est devenue « la littérature par Palestiniens »(ibid., p. 9), quel que soit leur lieu de résidence.
Elle admet seulement deux branches, écrite de l'intérieur de l'État d'Israël (sur les 10 millions de citoyens israéliens en 2023, environ 20 % sont arabes israéliens, arabes (ou bédouins ou druzes), arabophones (arabe palestinien) ou multilingues, musulmans ou chrétiens ou non-croyants), ou de l'extérieur (ibid., p. 11). La distinction temporelle est donc également évidente entre la littérature produite avant 1948 et celle d'après 1948. En 2003, selon un article basé sur les études de Stephen vraisemblablement, la quatrième branche de littérature palestinienne se compose d'ouvrages de langue anglaise, en particulier ceux écrits par des Palestiniens aux États-Unis, définis comme « une écriture enracinée dans les pays de la diaspora mais axée sur le sujet et le contenu sur la  Palestine ».
La littérature palestinienne peut être intensément politique, comme l'ont souligné des écrivains tels que Salma Khadra Jayyusi et la romancière Liana Badr (en), qui ont souligné la nécessité d'exprimer « l'identité collective » et la « juste cause » de la lutte de la Palestine. Il y a aussi une résistance à cette école de pensée, où les artistes palestiniens se sont « révoltés » contre la demande que leur art soit « engagé ». Le poète Mourid al-Barghouti, par exemple, a souvent dit que « la poésie n'est pas un employé de l'état, elle n'est pas un soldat, elle n'est pas au service de ». Le roman Miral de Rula Jebreal raconte l'histoire des efforts de Hind al-Husseini pour établir un orphelinat à Jérusalem après la guerre de 1948 entre les Arabes et Israël, le massacre de Deir Yassin, et la création de l'État d'Israël.

## Production littéraire

### Romans
- Émile Habibi (1922-1996), Al-Waqāʾiʿ al-gharībah fī 'khtifāʾ Saʿīd Abī 'l-Naḥsh al-Mutashāʾil  (1974), traduit en français L'Optissimiste. Les circonstances étranges de la disparition de Said Abou Nahs (1980) (réédité en 1987 sous le titre Les Aventures extraordinaires de Sa'îd le Peptimiste[8], Prix Israël (1992) et Prix Al Qods 1990 (OLP)
- Ossama Alayssa (en) (1963-), Les Fous de Bethléem (2013), traduit en français et publié en 2020 par Belleville éditions  (ISBN 979-10-956-0432-7)
- Susan Abulhawa (1970-), Les Matins de Jénine (2006), Le Bleu entre le ciel et la mer (2015)
- Adham Sharqawi (1980-), Nabdh (2015), traduit en français et publié en 2018 , Le Battement

### Poésie
La poésie, utilisant des formes pré- islamiques classiques, reste une forme d'art très populaire, attirant souvent des milliers de spectateurs palestiniens. Il y a encore 20 ans, les poètes populaires locaux récitaient des versets traditionnels comme caractéristique de chaque ville palestinienne. 
Après le déplacement des Palestiniens en 1948, la poésie a été transformée en un véhicule pour l'activité politique. Parmi ces Palestiniens devenus citoyens arabes d'Israël, et après la promulgation de la loi sur la citoyenneté de 1952, l'École de résistance poétique est née en 1966 qui comprenait des poètes tels que Mahmoud Darwish, Samih al-Qasim et Tawfiq Ziyad. 
Également de l'École des poètes de la révolution palestinienne (comme Mahmoud Darwich et d'autres après l'émergence de l'Organisation de libération de la Palestine en 1964), Izz al-Din Manasirah (en) (1946-2021), le poète avocat était (le seul poète palestinien) dans la phase libanaise de la révolution palestinienne qui a pris les armes et participé à des batailles militaires. Il est le concurrent le plus important de Darwich sur le plan technique, car Al-Manasrah a été le premier à commencer à formuler (Al-Hadari Poetry = Canaanite) depuis le milieu des années 1960, lorsque Darwish était célèbre pour son slogan poétique direct (Record I am a Arab). 
Le travail de ces poètes est largement inconnu du monde arabe depuis des années en raison du manque de relations diplomatiques entre Israël et les gouvernements arabes. La situation a changé après que le journaliste Ibrahim Abu Nabb (1931-1991) a publié les poèmes des poètes du nord palestiniens (poètes de la résistance) dans le magazine (New Horizon 1966) - et que Ghassan Kanafani (1936-1972), l'écrivain palestinien au Liban a publié une sélection de poèmes des poètes palestiniens du nord en 1966. 
Les poètes de Palestine écrivent souvent sur un thème commun d'affection forte, de sentiment de perte et d'envie d'une patrie perdue.

### Récits populaires
- Hikaye, récit fictif oral, de femmes âgées, en dialecte palestinien, inscrit en 2008 au patrimoine culturel immatériel
- Ibrahim Muhawi (1937-), traducteur, enseignant, spécialiste du folklore palestinien

## Écrivains
- Liste d'écrivains palestiniens
- Écrivains palestiniens, Femmes de lettres palestiniennes
  - nouvellistes palestiniens (en), romanciers palestiniens (en)
  - poètes palestiniens, poétesses palestiniennes
  - dramaturges palestiniens, scénaristes palestiniens (en)
  - universitaires palestiniens, écrivains palestiniens de non-fiction (en)
  - journalistes palestiniens
- Écrivains palestiniens francophones
- Antiquité : Sextus Julius Africanus, Ariston de Pella, Cyrille de Scythopolis, Hégésippe de Jérusalem, Hésychios de Jérusalem, Jacques le Juste, Énée de Gaza, Épiphane de Salamine, Zòsim de Gaza...
- Moyen-Âge : Guillaume de Tyr...